# (16246) Cantor
(16246) Cantor (2000 HO3) – planetoida z grupy pasa głównego asteroid okrążająca Słońce w ciągu 5,45 lat w średniej odległości 3,1 j.a. Odkryta 27 kwietnia 2000 roku.